# كوسوكي كيشيموتو
كوسوكي كيشيموتو (باليابانية: 岸本 浩右) (13 أكتوبر 1967 في كيوتو في اليابان – )؛ هو لاعب كرة قدم سابق كان يلعب كحارس مرمى.

## وصلات خارجية
- كوسوكي كيشيموتو على موقع عالم كرة القدم.نت (الإنجليزية)